# Corona navalis

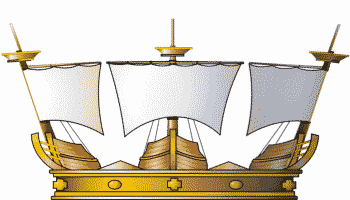
Corona navalis

De Corona navalis (Latijn: scheepskroon) was een hoge onderscheiding voor Romeinse militairen. Zij werd verleend aan de soldaat die als eerste een vijandelijk schip veroverde of over een vijandelijk boord sprong. Ze zag eruit als een gouden lauwerkrans met ingeweven ramstevens. 
Oorspronkelijk kon alleen een consul deze prijs winnen, als hij als admiraal een vijandelijke vloot veroverde. Marcus Terentius Varro kreeg haar van Pompeius in de piratenoorlog. Er bestaan munten van Marcus Vipsanius Agrippa waarop hij met een Corona Navalis te zien is.

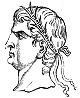
Afbeelding van Agrippa met de corona navalis op een bronzen medaille

De Corona navalis wordt in de heraldiek gebruikt als helmteken of kroon op een aantal wapens. Onder andere de Britse voormalige gemeente Rochester-upon-Medway had een nautische kroon op het wapen staan.